# Anders Mellgren
Sven Anders Mellgren, född 22 september 1991,är en svensk speedwayförare från Hagfors.
Mellgren kör för Masarna  Speedwayklubb i Elitserien, och i Allsvenskan för vargarna I England kör han för Newport.
Mellgrens största merit är inofficiella Guld i Allsvenskan och VM-guldet för 80-kubikare, FIM Youth Gold Trophy, som han vann i Polen 2007. Samma år tog han också silver i EM.